# Cenn Fáelad hua Mugthigirn
Cenn Fáelad hua Mugthigirn (... – 872) fu un re del Munster, appartenente agli Eóganachta, la dinastia regnante di Munster. Governò dall'861 all'872.
Fu anche abate di Emly dall'851 al 872, un importante monastero nella contea di Tipperary, dove succedette a un precedente re del Munster, Ólchobar mac Cináeda (morto nell'851).
In origine era considerato un membro degli Eóganacht Airthir Cliach come discendente di quinta generazione di Cormac Sriabderg, fratello di Fergus Scandal mac Crimthainn (morto nell'582), re di Munster. Recenti ricerche hanno però dimostrato che è più probabile che appartenesse al ramo degli Eóganacht Áine e che fosse discendente di sesta generazione di Garbán mac Éndai (fine del VI secolo), anche lui re del Munster. Anche i Laud Synchronisms lo associano a questo ramo. Questo ramo della famiglia era centrato a Cnoc Áine (oggi Knockaney, nella contea di Limerick) nella regione di Cliú (Limerick orientale), non lontano da Emly. Suo zio Rechtibrae mac Mugthigirn (morto nell'819) fu abate di Emly dal 787 all'819 e suo nonno Mugthigern mac Cellaig (morto nel 785) fu abate di Innis Celtra (isola sacra di Loch Derg). Il nome di suo padre potrebbe essere stato Murchad.
Cenn Fáelad salì al trono nell'861 dopo un interregno di due anni. Il re supremo, Máel Sechnaill mac Máele Ruanaid (morto nell'862) del Clann Cholmáin aveva sottomesso tutto il Munster nell'858 e separato Osraige dal Munster nell'859. Il sovrano del Munster Máel Gualae mac Donngaile (morto nell'859) fu catturato dai norvegesi e lapidato a morte. Nell'860 gli uomini del Munster accompagnarono le forze del re supremo nella sua spedizione a nord contro gli Ui Neill settentrionali.
I norvegesi rimasero attivi nel Munster in questo periodo. Nell'866 i Vichinghi di Limerick guidati da Tomrar saccheggiarono Clonfert, ma furono poi sconfitti e Tomrar impazzì e morì sull'isola di Man. La tribù Ciarraige attaccò quindi i suoi seguaci e con l'aiuto del mare furono vittoriosi. Inoltre nell'866 gli uomini del nord di Cork, guidati da Gním Cinnsiolaigh, attaccarono i Fir Maige Fén, una tribù centrata a Fermoy, nella contea di Cork. I Déisi, tuttavia, unirono le forze e sconfissero il leader norvegese, che fuggì e si rifugiò in un fortilizio. Il capo norvegese si appellò a Cenn Fáelad per protezione, ma lo rifiutò e il capo nordico fu trascinato fuori dal suo rifugio e ucciso. Nell'871 ci fu anche un devastante attacco sferrato contro il Munster dal potente re di Osraige, Cerball mac Dúnlainge, che arrivò sino al Munster occidentale attraverso il Sliabh Luachra.
Cenn Fáelad morì nell'872 dopo una lunga sofferenza,riportano le fonti Suo figlio Eógan mac Cinn Fáelad (morto nell'890) fu abate di Emly dall'887 all'890.